# Fridefont
Fridefont (wym. [fʁidfɔ̃]) – miejscowość i gmina we Francji, w regionie Owernia-Rodan-Alpy, w departamencie Cantal. W 2013 roku populacja gminy wynosiła 105 mieszkańców. Pomiędzy gminami Fridefont i Faverolles rzeka Bès uchodzi do Truyère. 